# Свята Ліхтенштейну
Свята в Ліхтенштейні юридично прирівнються до неділі згідно з чинним законодавством.

## Святкові дні, визначені законом
13 свят визначені для всієї території князівства Ліхтенштейн. Як і для більшості європейських країн, Великдень та Трійця не визначені як свята у законодавстві.
| Свято                                      | дата                      |
| ------------------------------------------ | ------------------------- |
| Новий рік                                  | 1 січня                   |
| Три царі                                   | 6 січня                   |
| Поливаний понеділок                        | Понеділок після Великодня |
| День міжнародної солідарності трудящих     | 1 травня                  |
| Вознесіння Господнє                        | 39 днів після Великодня   |
| Понеділок після П'ятдесятниці              | 50 днів після Великодня   |
| Свято Тіла і Крові Христових               | 60 днів після Великодня   |
| День країни, річниця здобуття суверенітету | 15 серпня                 |
| Різдво Пресвятої Богородиці                | 8 вересня                 |
| День усіх святих                           | 1 листопада               |
| Непорочне зачаття Діви Марії               | 8 грудня                  |
| Різдво                                     | 25 грудня                 |
| 2-ий день після Різдва                     | 26 грудня                 |

## Неробочі дні
Крім святкових днів, що визначені законом, є також два неробочих дня, що з можуть бути неробочими для деяких груп населення.
| Свято       | Дата       |
| ----------- | ---------- |
| Стрітення   | 2 лютого   |
| День Йосипа | 19 березня |